# Leipheim
Leipheim è un comune tedesco di 6 758 abitanti, situato nel land della Baviera. Il suo territorio è attraversato (zona di Riedheim) dal Nau.